# 장충고등학교
장충고등학교(將忠高等學校)는 대한민국 서울특별시 중구 신당동에 있는 사립 고등학교이다.

## 학교 연혁
- 1933년 4월 14일 : 경성원예학교 설립허가를 받아 개교
- 1933년 4월 : 김영희 선생 초대 교장으로 취임
- 1943년 2월 : 오청 선생 2대 교장으로 취임
- 1943년 7월 20일 : 학교법인 고계학원(설립자 겸 이사장 오청) 본교를 인수경영
- 1947년 8월 25일 : 고계중학교 설립인가
- 1951년 8월 31일 : 교육법 개정에 따른 고계중학교 개편
- 1953년 10월 15일 : 고계고등학교 설립허가
- 1956년 3월 15일 : 고계고등학교 및 고계중학교 학칙변경
- 1963년 8월 10일 : 고계중/고등학교를 장충중/고등학교로 개명
- 1964년 1월 24일 : 재단법인 고계학원을 학교법인 고계학원으로 조직변경
- 1969년 3월 : 신축교사(보통교실 30, 특별교실 8, 관리실 5) 완공
- 1973년 9월 : 도서관 2층 및 휴게실 1층 신축
- 1986년 9월 1일 : 고등학교 졸업 회수 변경(시행 1987.2)
- 1999년 12월 10일 : 『학교법인 고계학원』 을 『학교법인 장충고계학원』 으로 개명 (시행 2000. 1. 1)
- 2005년 2월 : 화승관 완공
- 2007년 2월 : 화승탑 건립
- 2006년 10월 : 제5대 이사장 이규성 이사 취임
- 2009년 9월 : 인조잔디 구장 개장식
- 2022년 1월 : 고등학교 제85회 졸업생 배출
- 2022년 9월 : 제22대 이태희 교장 취임
- 2023년 3월  : 남녀공학 전환

## 참고 자료
- 장충고등학교 - 한국교육학술정보원 학교알리미